# Pałac Jędrzejowiczów w Rzeszowie
Pałac Jędrzejowiczów w Rzeszowie – zabytkowy pałac z XIX wieku położony na Osiedlu 1000-Lecia na północ od centrum Rzeszowa. 

## Historia
W XVI wieku dwór z otaczającym go majątkiem stanowił siedzibę właścicieli Rzeszowa z rodu Rzeszowskich. Między 1584 a 1603 ich następca Mikołaj Spytek Ligęza przeniósł rezydencję do dworu w Staroniwie, pozostawiając w Staromieściu zarządzającego folwarkiem starostę. W otoczonym stawami folwarku za rządów Lubomirskich kwaterowały wojska rokoszan, zaciężne, szwedzkie i koronne. W 1737 istniał drewniany dworek z gankiem, dwoma alkierzami i facjatą na strychu, murowanym kominem i oprawionymi w ołów oknami, poprzedzony fortyfikacją z dwuskrzydłową bramą. Majątek został przez Lubomirskich wydzierżawiony Zarębom-Skrzyńskim, którzy w 1791 kupili go na licytacji, a w połowie XIX w. w posiadanie Staromieścia weszli Bobrowniccy.
Za namową męża Marii Bobrownickiej, architekta Tadeusza Stryjeńskiego, Adam Jędrzejowicz porzucił plan budowy pałacu w Zaczerniu i odkupił Staromieście na nową rezydencję. W latach 1879–1883 osiemnastowieczny dwór w Staromieściu, który miał znajdować się w szczątkowym stanie, został wraz z otaczającym go parkiem przebudowany dla Jędrzejowicza według projektu Stryjeńskiego kosztem pół miliona guldenów.
W ciągu roku szkolnego 1909/1910 Adolf Wiktor Weiss wykonał projekt kolejnej przebudowy pałacu.
Od 1914 zarządcą, a od 1922 właścicielem nieruchomości był Jan Jędrzejowicz (1879–1942), syn Adama. Podczas II wojny światowej do mieszkańców dworu dokwaterowani zostali okupanci niemieccy, którzy wycięli część drzew i zbudowali baraki na gazonie. Syn Jana, Jan Grzegorz (1919–2008), został zaprzysiężony do Związku Walki Zbrojnej w połowie 1940 na polecenie nowo mianowanego komendanta Obwodu ZWZ Rzeszów, kpt. Łukasza Cieplińskiego i pełnił później do 1944 funkcję oficera kontrwywiadu Inspektoratu Armii Krajowej Rzeszów. Zamieszkały w okresie okupacji w Staromieściu Ciepliński otrzymał natomiast od Jędrzejowicza dokumenty poświadczające jego fikcyjne zatrudnienie w pałacowym ogrodzie. Latem 1944 Jan Grzegorz Jędrzejowicz zbiegł do Jarosławia przed nadejściem Armii Czerwonej, po czym przedostał się przez terytorium III Rzeszy do 2 Korpusu we Włoszech.
Pałac z majątkiem został przejęty przez państwo podczas realizacji reformy rolnej na potrzeby lokalnej spółdzielni produkcyjnej, a w parku powstały kosztem części zadrzewienia boiska sportowe. Po likwidacji spółdzielni funkcjonował w nim szpital przeciwgruźliczy, następnie jeden z oddziałów leczenia chorób płuc Specjalistycznego Zespołu Gruźlicy i Chorób Płuc w Rzeszowie i wreszcie Klinika Gruźlicy i Chorób Płuc Podkarpackiego Centrum Chorób Płuc, należąca do zarządzanego przez urząd marszałkowski Klinicznego Szpitala Wojewódzkiego Nr 1. Na dawnych gruntach dworskich powstały od 1965 bloki Osiedla 1000-Lecia.
Pałac nie był remontowany, a kwestia własności pozostaje nieuregulowana. W 2002 Jan Grzegorz Jędrzejowicz wystąpił do wojewody podkarpackiego o zwrot majątku w Staromieściu nie wskazując odpowiednich działek gruntowych. Po śmierci Jędrzejowicza w 2008 wojewoda Mirosław Karapyta zawiesił postępowanie do czasu ustalenia prawnego spadkobiercy. W 2018 pacjenci szpitala zaskarżyli do marszałka województwa Władysława Ortyla warunki sanitarne w nieremontowanej z powodu wszczętego postępowania reprywatyzacyjnego placówce. W 2019 rodzina Jędrzejowiczów uzyskała od prezydenta Rzeszowa, Tadeusza Ferenca, wstrzymanie rewitalizacji parku i budowy basenów solankowych przy sąsiadującym z pałacem Szpitalu Miejskim. W 2020 jeden z synów Jana Jędrzejowicza zgłosił roszczenia m.in. do terenu szpitala. W 2022 Klinika Gruźlicy i Chorób Płuc została przeniesiona z pałacu do ukończonego budynku Podkarpackiego Centrum Chorób Płuc, ale w 2023 Poradnie Chirurgii Klatki Piersiowej, Gruźlicy i Chorób Płuc, Alergologiczna i Immunologiczna trafiły czasowo do pałacu w związku z dalszą rozbudową nowego centrum.